# Butlla d'or de 1356

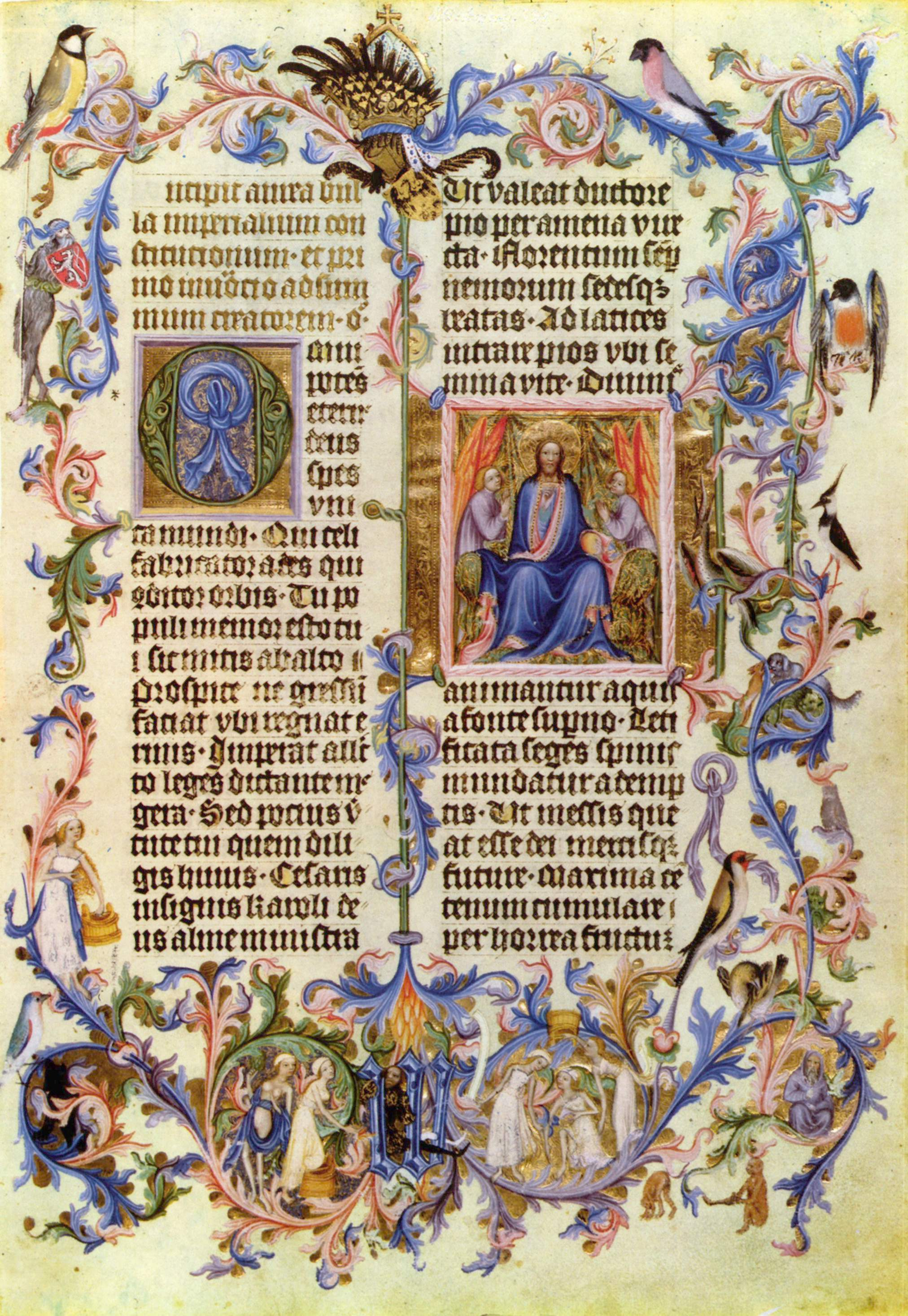
Primera pàgina de la butlla d'or del rei de Bohèmia, ÖNB, Cod.338.

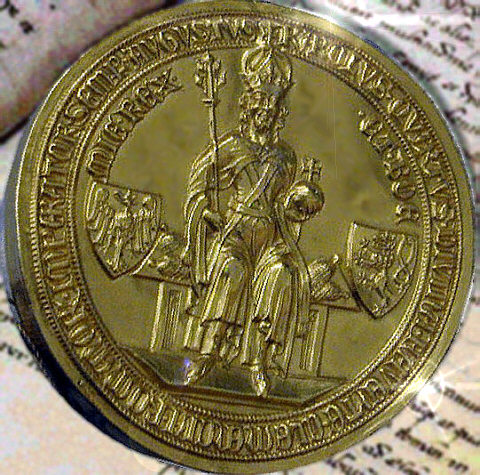
La butlla o segell daurat annexat al decret.

La Butlla d'Or (llatí: bulla aurea), també anomenada butlla d'or de Nuremberg o butlla d'or de Metz, és un text essencial del Sacre Imperi Romanogermànic. Va ser promulgada per l'emperador Carles IV el 1356 a la ciutat de Metz. Consistia en un conjunt de regles que regulaven detalladament el procés complet d'elecció del Rei dels Romans i donava a la institució imperial la seva forma definitiva i atribuïa l'elecció del rei als prínceps electors.
La ciutat de Frankfurt am Main conserva una còpia original d'aquesta famosa butlla.
La butlla fixa Frankfurt com el lloc de l'elecció i establia que set prínceps electors (Kurfürsten) serien els responsables de portar-la a terme.